# Oscar Dansk
Lars Gustaf Oscar Dansk, född 28 februari 1994 i Stockholm, Sverige, är en svensk ishockeymålvakt som spelar för Calgary Wranglers i AHL. Dansk var med och tog silver vid U18-VM i ishockey 2012, samt silver vid U20-VM i ishockey 2014.